# Музей Каподістрія (Керкіра)
Музей Кападострія (грецька мова: Μουσείο Καποδίστρια) - музей, присвячений пам’яті та життєвій діяльності Іоаніса Каподістрія. Розташований у районі Кукуріца Європулі на острові Керкіра (Корфу), Греція.

## Розташування
Музей був створений у 1981 р.  в літньому будинку Іоанніса Каподістріаса в сільській місцевості Кукуріца, в його батьківщині Керкірі, та демонструє експонати, що відзначають його життя та досягнення. Приміщення для музею пожертвувала пані Марія Десілья-Каподістрія, колишній мер Корфу (1956–1959) та перша жінка мер в Греції. Музей також функціонує як центр каподістських та корфіотських досліджень.
Резиденція Каподістріаса розташована в південно-західному кінці району поблизу села Європулі за дев'ять кілометрів від міста Керкіра. Місцевість називається Кукуріца, що означає вершина пагорба. Пагорб та околиці століттями належали родині Каподістріїв.

## Історія музею
Майно для музею було подаровано Марією Десіллою-Каподістрією (Μαρία Δεσύλλα Καποδίστρια) онукою Георгіоса Каподістріаса, молодшого брата Іоанніса Каподістрія. Марія Каподістрія заповіла маєток Товариству читання Корфу, Філармонічному товариству Корфу та Товариству досліджень корфіотів.
Відповідно до статуту, музей повинен розміщувати та виставляти особисті речі та портрети Іоанніса Каподістрія, а також меблі періоду, що належать родині. Після смерті донора три товариства створили товариство під назвою «Музей Каподістрія-центр каподістських досліджень».
Зазначені товариства прийняли маєток разом з експонатами, але Марія Каподістрія не надала постійних фінансових коштів. Грецька держава і навіть муніципалітет Керкіри значною мірою проігнорували проект. Тим не менш, три товариства заснували музей як приватний, однак не мали фінансів для продовження щоденної роботи музею, і незабаром вони були змушені закрити його на тривалий період часу.
Товариства звернулися до Міністерства культури Греції, інших державних організацій, а також до різних муніципальних урядів на Корфу, але їх ігнорували. Однак Крістос Фокас, місцевий підприємець і промисловець, власник готелю «Корфу Палац», повідомив товариства, що готовий покрити операційні витрати музею, пожертвувавши суму в 20 000 євро на рік. Пожертва дала змогу Музею відкритись ще раз для публіки, і він працює щодня з 10:30 до 14 години (закритий по понеділках).

## Експозиція
Музей Каподістріас експонує:
- заміський будинок родини Каподістріас;[9]
- особисті предмети Іоанніса Каподістріа, разом із книгами, картами тощо;
- почесні подарунки, передані губернатору, такі як медалі, релігійні ікони та предмети його часу в дворі царя Олександра I;
- твори мистецтва, меблі та предмети побуту губернатора та його родини;
- багатий цифровий архів, який збирає докази, що стосуються життя та діяльності Каподістрія, здійснюючи доступ до історичних документів з усієї Європи.[10][6]